# Bornaská choroba u pštrosů
Bornaská choroba je fatální onemocnění koní a oslů, výjimečně i jiných druhů zvířat, projevující se poruchami chování a někdy i nervovými příznaky. Vyskytuje se ve střední Evropě, USA, Japonsku, Švédsku a na Blízkém Východě. Ojedinělý výskyt u mladých pštrosů byl zatím zaznamenán jen v Izraeli v letech 1989-94.
Původcem nemoci je RNA virus z čeledě Bornaviridae. Replikuje se v jádře buněk, šíří se mezibuněčnými kontakty a vázaný na buňku. Cílovými buňkami jsou nervové buňky.
K šíření infekce dochází pravděpodobně přímým kontaktem s infikovanými zvířaty nebo pracovními pomůckami a krmivem. Kontagiozita viru je malá. Vertikální přenos ani volně žijící rezervoár viru nebyl zatím zjištěn. Také význam potkanů a členovců v přenosu infekce není jasný. Důkazy, že virus se šíří masem, vejci, kůží nebo peřím pštrosů, neexistují.
V Izraeli onemocnění postihlo 2-6týdenní pštrosí kuřata, morbidita a mortalita přesahovaly 50 %. Kuřata byla netečná, postupně docházelo k parézám až paralýzám a během 4-8 dní hynula na dehydrataci. Pitevní nález byl negativní.
Diagnóza byla u pštrosů založena na izolaci viru, průkazu virového proteinu v mozku ELISA testem a histopatologií. Léčebně se prováděla jen podpůrná terapie. Aplikace hyperimunního séra snižovala mortalitu. Byla vyvinuta inaktivovaná vakcína, která se v Izraeli od roku 1992 aplikuje kuřatům pštrosa kolem 3. týdne věku po snížení hladiny mateřských protilátek.